# かみのやま温泉インターチェンジ
かみのやま温泉インターチェンジ（かみのやまおんせんインターチェンジ）は、山形県上山市にある東北中央自動車道のインターチェンジである。

## 歴史

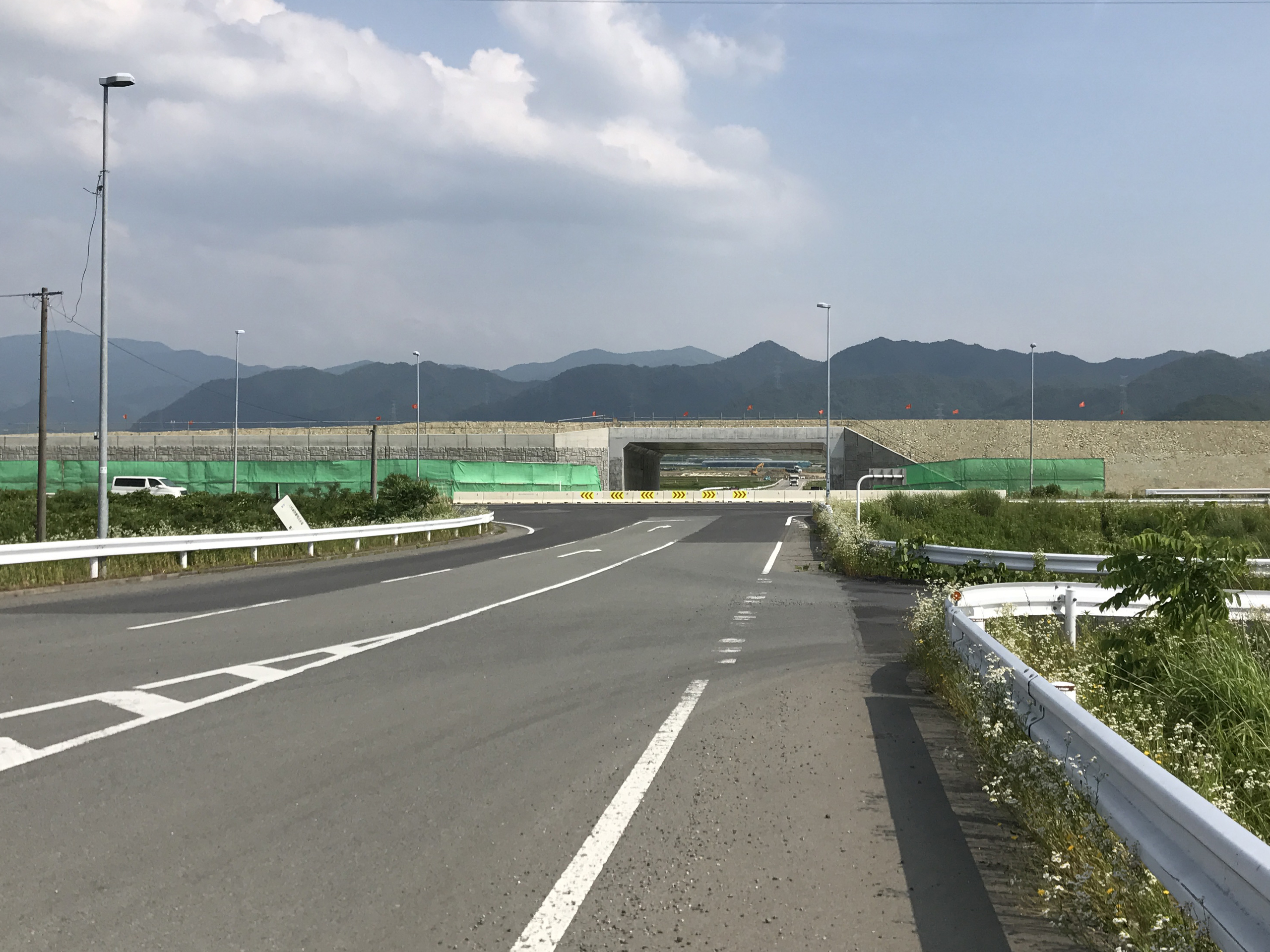
建設中当時のインターチェンジ付近

- 2018年（平成30年）3月23日：IC名称が「（仮称）上山IC」から「かみのやま温泉IC」に正式決定[1]。
- 2019年（平成31年）4月13日：南陽高畠IC - 山形上山IC間開通に伴い、供用開始[2]。

## 周辺
- 鹿島宮神社

## 接続する道路
- 直接接続
  - 国道13号（上山バイパス）
  - 国道458号

## 料金所
- ブース数：4

### 入口
- ブース数：2
  - ETC専用：1
  - 一般：1

### 出口
- ブース数：2
  - ETC専用：1
  - 一般：1

## 隣
E13 東北中央自動車道
(11) 南陽高畠IC - 南陽PA - (12) かみのやま温泉IC - (13) 山形上山IC